# Reugny (Indre i Loira)
Reugny és un municipi francès, situat al departament de l'Indre i Loira i a la regió de Centre – Vall del Loira. L'any 2007 tenia 1.564 habitants.

## Demografia

### Població
El 2007 la població de fet de Reugny era de 1.564 persones. Hi havia 601 famílies, de les quals 154 eren unipersonals (65 homes vivint sols i 89 dones vivint soles), 189 parelles sense fills, 214 parelles amb fills i 44 famílies monoparentals amb fills.
La població ha evolucionat segons el següent gràfic:
Habitants censats

### Habitatges
El 2007 hi havia 707 habitatges, 612 eren l'habitatge principal de la família, 47 eren segones residències i 49 estaven desocupats. 680 eren cases i 22 eren apartaments. Dels 612 habitatges principals, 495 estaven ocupats pels seus propietaris, 108 estaven llogats i ocupats pels llogaters i 9 estaven cedits a títol gratuït; 3 tenien una cambra, 33 en tenien dues, 92 en tenien tres, 169 en tenien quatre i 314 en tenien cinc o més. 505 habitatges disposaven pel capbaix d'una plaça de pàrquing. A 231 habitatges hi havia un automòbil i a 324 n'hi havia dos o més.

### Piràmide de població
La piràmide de població per edats i sexe el 2009 era:
| Homes | Edats   | Dones |
| ----- | ------- | ----- |
| 0     | 95 o +  | 0     |
| 8     | 90 a 94 | 0     |
| 8     | 85 a 89 | 24    |
| 8     | 80 a 84 | 12    |
| 32    | 75 a 79 | 44    |
| 28    | 70 a 74 | 20    |
| 28    | 65 a 69 | 32    |
| 48    | 60 a 64 | 16    |
| 32    | 55 a 59 | 32    |
| 36    | 50 a 54 | 48    |
| 60    | 45 a 49 | 84    |
| 40    | 40 a 44 | 32    |
| 44    | 35 a 39 | 40    |
| 60    | 30 a 34 | 64    |
| 44    | 25 a 29 | 36    |
| 28    | 20 a 24 | 40    |
| 92    | 15 a 19 | 56    |
| 44    | 10 a 14 | 72    |
| 24    | 5 a 9   | 32    |
| 48    | 0 a 4   | 20    |

## Economia
El 2007 la població en edat de treballar era de 992 persones, 766 eren actives i 226 eren inactives. De les 766 persones actives 714 estaven ocupades (375 homes i 339 dones) i 52 estaven aturades (19 homes i 33 dones). De les 226 persones inactives 67 estaven jubilades, 70 estaven estudiant i 89 estaven classificades com a «altres inactius».

### Ingressos
El 2009 a Reugny hi havia 620 unitats fiscals que integraven 1.584 persones, la mediana anual d'ingressos fiscals per persona era de 19.336 €.

### Activitats econòmiques
Dels 57 establiments que hi havia el 2007, 1 era d'una empresa extractiva, 2 d'empreses alimentàries, 1 d'una empresa de fabricació d'altres productes industrials, 10 d'empreses de construcció, 14 d'empreses de comerç i reparació d'automòbils, 2 d'empreses de transport, 5 d'empreses d'hostatgeria i restauració, 2 d'empreses d'informació i comunicació, 1 d'una empresa financera, 5 d'empreses immobiliàries, 8 d'empreses de serveis, 4 d'entitats de l'administració pública i 2 d'empreses classificades com a «altres activitats de serveis».
Dels 20 establiments de servei als particulars que hi havia el 2009, 1 era una oficina de correu, 2 tallers de reparació d'automòbils i de material agrícola, 1 paleta, 2 guixaires pintors, 2 fusteries, 2 lampisteries, 3 electricistes, 2 perruqueries, 3 restaurants i 2 agències immobiliàries.
Dels 4 establiments comercials que hi havia el 2009, 1 era una botiga de més de 120 m², 2 fleques i 1 una fleca.
L'any 2000 a Reugny hi havia 28 explotacions agrícoles que ocupaven un total de 1.424 hectàrees.

## Equipaments sanitaris i escolars
L'únic equipament sanitari que hi havia el 2009 era una farmàcia.
El 2009 hi havia una escola elemental.

## Poblacions properes
El següent diagrama mostra les poblacions més properes.